# وادي علا واسفل حالة (المفلحي)

تعديل مصدري - تعديل

المعزبة اسفل حالة هي إحدى قرى عزلة المفلحي بمديرية المفلحي التابعة لمحافظة لحج، بلغ تعداد سكانها 246 نسمة حسب تعداد اليمن لعام 2004.